# Sankt Hans kyrka, Linköping

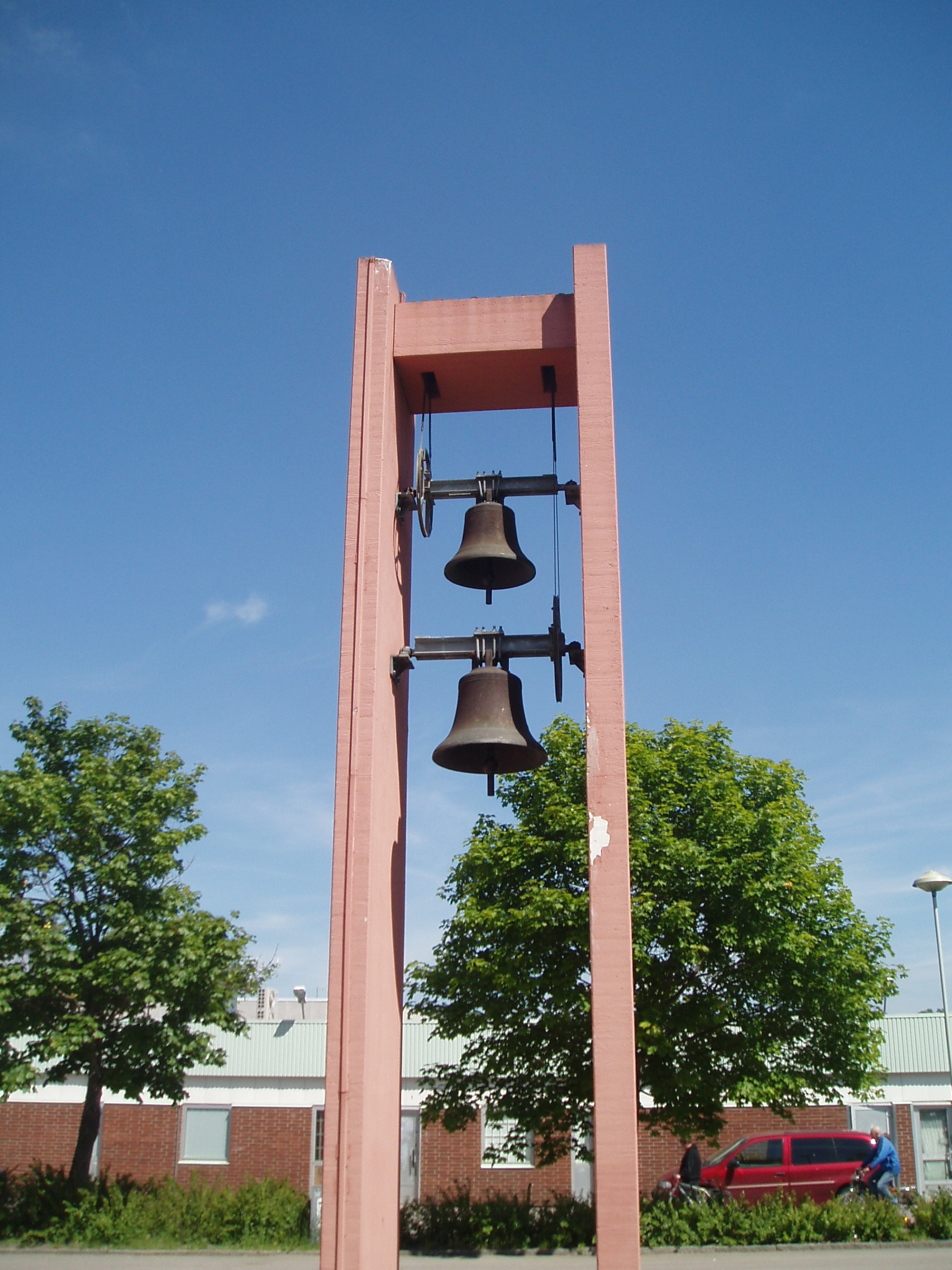
Fristående klockstapel vid Sankt Hans

Sankt Hans kyrka är en kyrka i stadsdelen Ekholmen i södra Linköping, Östergötland. Kyrkan tillhör Landeryds församling och Linköpings domkyrkopastorat. Den invigdes år 1973 av biskop Ragnar Askmark och är invigd åt och har fått sitt namn efter evangelisten Sankt Johannes.

## Kyrkobyggnaden
Sankt Hans kyrka är invigd åt aposteln och evangelisten Sankt Johannes. Anledningen är den konstnärliga utsmyckningen som är hämtad från Uppenbarelseboken. "Sankt Hans" är en kortare form av "Sankt Johannes". Kyrkan uppfördes 1973 efter ritningar av arkitekt Kristian Kronström och invigdes på Kristi himmelsfärds dag samma år av biskop Ragnar Askmark. Kyrkan byggdes samtidigt som stadsdelen Ekholmen. Den finns nära Ekholmens centrum. 
Kyrkorummet har högt sittande smala fönster i södra väggen. Innertaket är av ofärgad träpanel på limträbalkar. Golvet är belagt med rödbruna keramikplattor.
Sankt Hans kyrka byggdes ut och målades om år 1993. Kyrkan fick en utbyggnad med församlingssal, kontor och ett bönekapell. Sedan dess finns kontor för församlingens präster och annan personal i Sankt Hans. Innan 1993 var kyrkan målad vit, men den målades då om till den nuvarande rosa färgen. Kyrkans rosa färg anknyter till morgonrodnadens färg, liksom till kyrkans enhet med Jungfru Maria.    

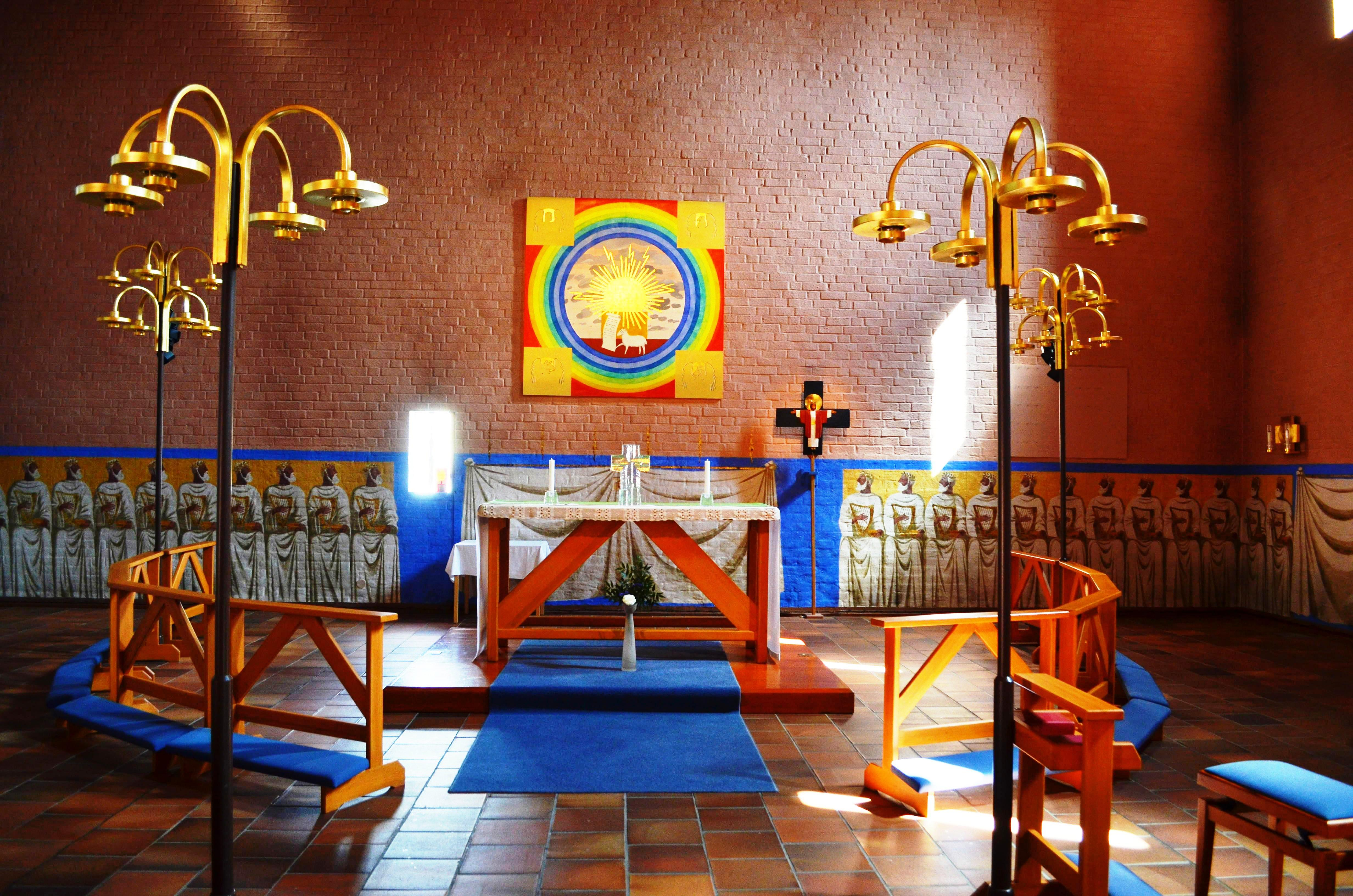
Altaret i kyrkorummet.

### Kyrkorummet
Den konstnärliga utsmyckningen i kyrkorummet, som knyter an till Uppenbarelseboken, är utformad så att gudstjänsten som firas hör ihop med himlen. Konstnären Pär Andersson utformade och målade i samråd med den dåvarande kyrkoherden i församlingen. På en östra sidan finns altartavlan, föreställande Guds tron i himlen.
Åt öster finns kyrkans altare som står under altartavlan. Den står på en liten höjd. Runt altaret finns en altarring med möjlighet till knäfall. Kyrkan är vänd åt öster. Höger om altartavlan finns kyrkans processionskrucifix, tillverkat år 1978. Inmurat i den östra väggen finns sakramentsskåpet och på dess lucka finns en Kristus-ikon som skänktes till kyrkan av Linköpings stift. Längst ned i kyrkan finns en ikon av Jungfru Maria. 
Utmed kyrkans väggar finns korsvägsbilder som återger de fjorton "stationerna" , tillhörande Jesu lidandes väg. Bilderna togs i bruk år 2006. På väggen bakom altaret finns sex stycken målade lågor, varav den sjunde finns i fönstret. Lågorna symboliserar Guds sju församlingar, alltså hela den kristna kyrkan. Sakramentsskåpet är placerat mellan dessa. Runt väggarna i kyrksalen är den himmelska dräkten målad, en vit dräkt som omsluter kyrkorummets väggar. I kyrkans bakre del finns en ljusbärare som skänktes till Sankt Hans av Kyrkans Ungdom under senare delen av 1970-talet.   
I anslutning till kyrkorummet finns lilla- och stora salen. På kyrkans norra sida finns sakristian. 

### Klockstapeln
Kyrkans två klockor hänger i en fristående klockstapel vid kyrkan. Klockorna är gjutna av Bergholtz klockgjuteri i Sigtuna och de väger omkring 190 kg respektive 340 kg, stämda i tonerna (h1) och (d2). På den lilla klockan står det skrivet:
"Människa, gläd dig. Frälsarn är kommen, Frid över jorden Herren bjöd."
På den stora klockan står det skrivet:
"Anden och bruden säga: "Kom". Och den som hör det, han säge: "Kom." Och den som törstar, han komme; ja, den som vill, han tage livets vatten för intet."
Sedan 2001 finns det en för Sankt Hans fastställd klockringningsordning. Ordningen fastslår hur det ska ringas inför återkommande gudstjänster och andakter.

### Inventarier

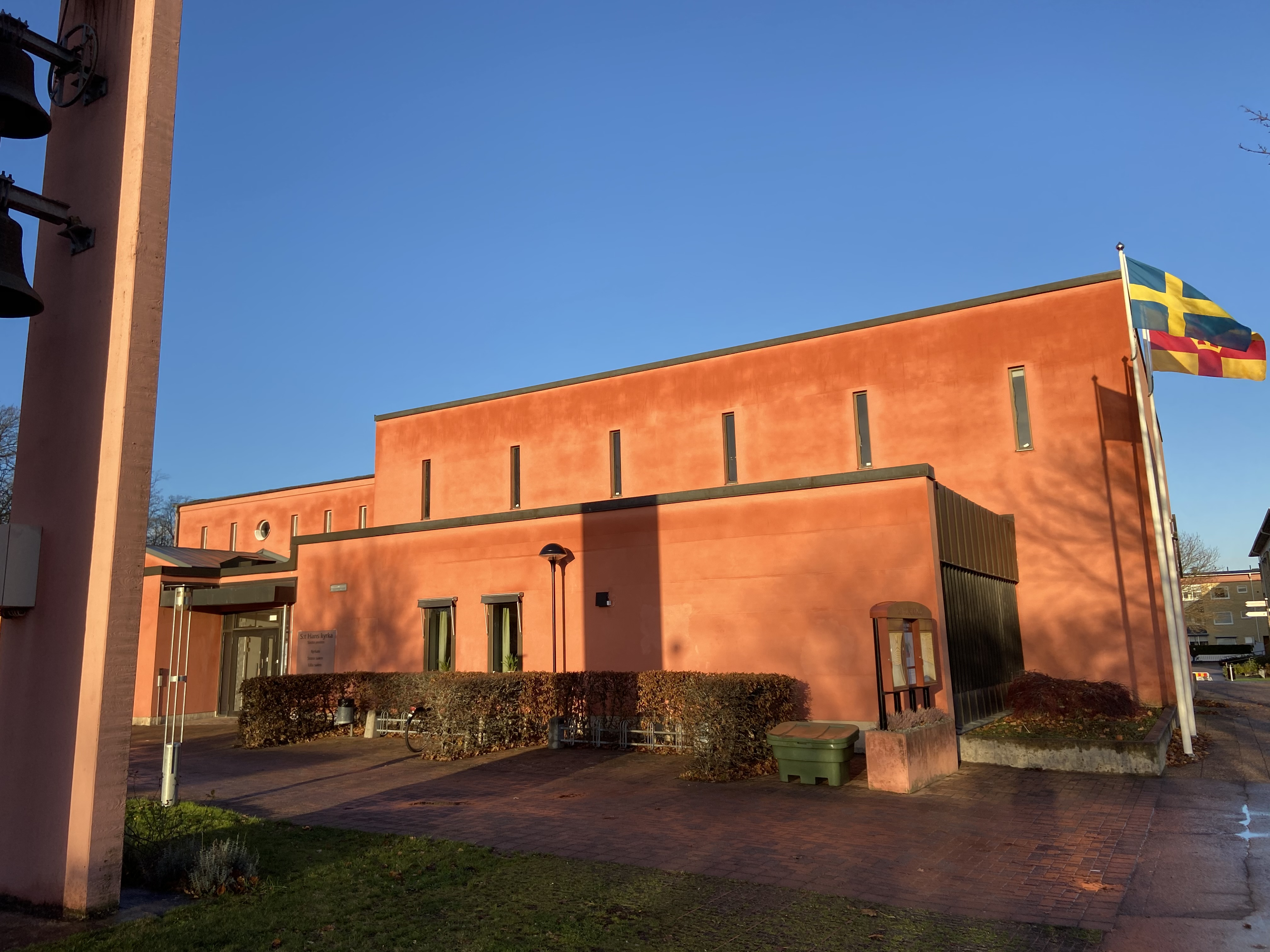
Södra sidan av kyrkan under morgonen

- Altartavla, föreställande Guds tron i himlen. Framför finns Guds Lamm, alltså Jesus. I altartavlans fyra hörn finns de fyra "varelserna" målade. Regnbågen är en symbol för Guds löfte om frälsning.
- Processionskrucifix, tillverkat 1978.
- Skulptur av Jungfru Maria, föreställd som himladrottningen. Tillverkad 2003.
- Keramikskulptur av Sankt Johannes tillverkad 1993. Välkomnar kyrkobesökarna till kyrkan.
- Skrudar i vit, grön, violett, blå, röd och svart färg.

### Bönekapellet
I S:t Hans kyrka finns ett mindre bönekapell. Kapellet pryds av ett altarskåp med tre ikoner med Kristus allhärskaren i mitten, omgiven av Johannes döparen och Jungfru Maria. Utanför bönekapellet hänger en skulptur av Noas ark. 

## Orgel
1975 byggde Reinhard Kohlus, Vadstena, en mekanisk orgel. 1995 gjordes det en tillbyggnad. På orgeln finns änglar målade.  
Disposition:
| Huvudverk I  | Svällverk II  | Pedal         | Koppel  |
| Principal 8' | Gedackt 8'    | Subbas 16'    | I/P     |
| Rörflöjt 8'  | Fugara 8'     | Borduna 8'    | II/P    |
| Principal 4' | Spetsflöjt 4' | Kvintadena 4' | II/I    |
| Oktava 2'    | Waldflöjt 2'  | Fagott 16'    | II 4'/P |
| Sesquialtera | Nasat 1 1⁄3'  |               |         |
| Mixtur IV    | Sifflöjt 1'   |               |         |
|              | Dulcian 8'    |               |         |

## Omgivningen runt kyrkan
Kyrkan är belägen i stadsdelen Ekholmen. Den är belägen invid Ekholmens centrum. Bakom kyrkan finns en liten skogsdunge och på dess östra sida finns ett mindre torg utanför köpcentret. 

## Bilder

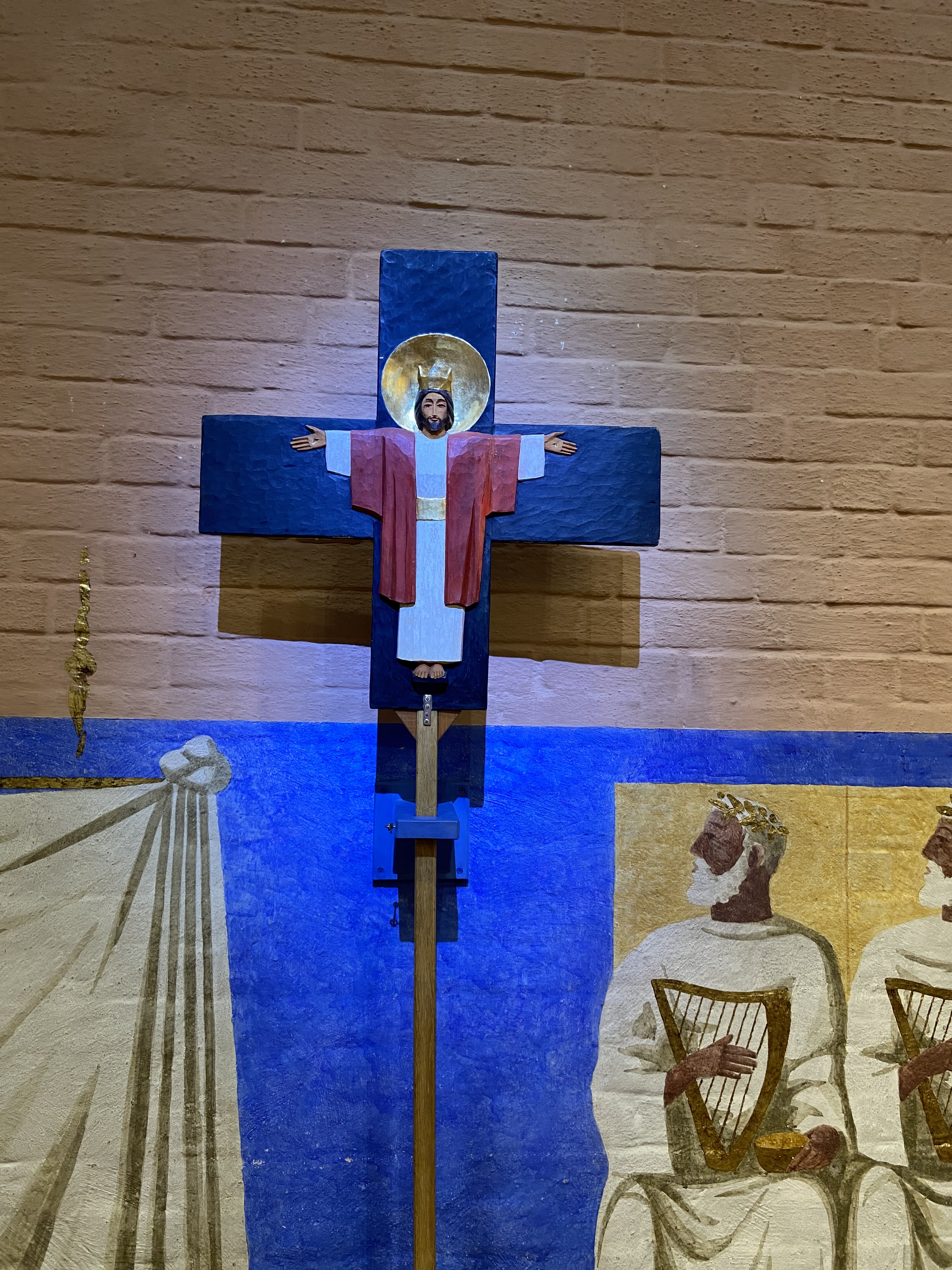
Processionskrucifixet.
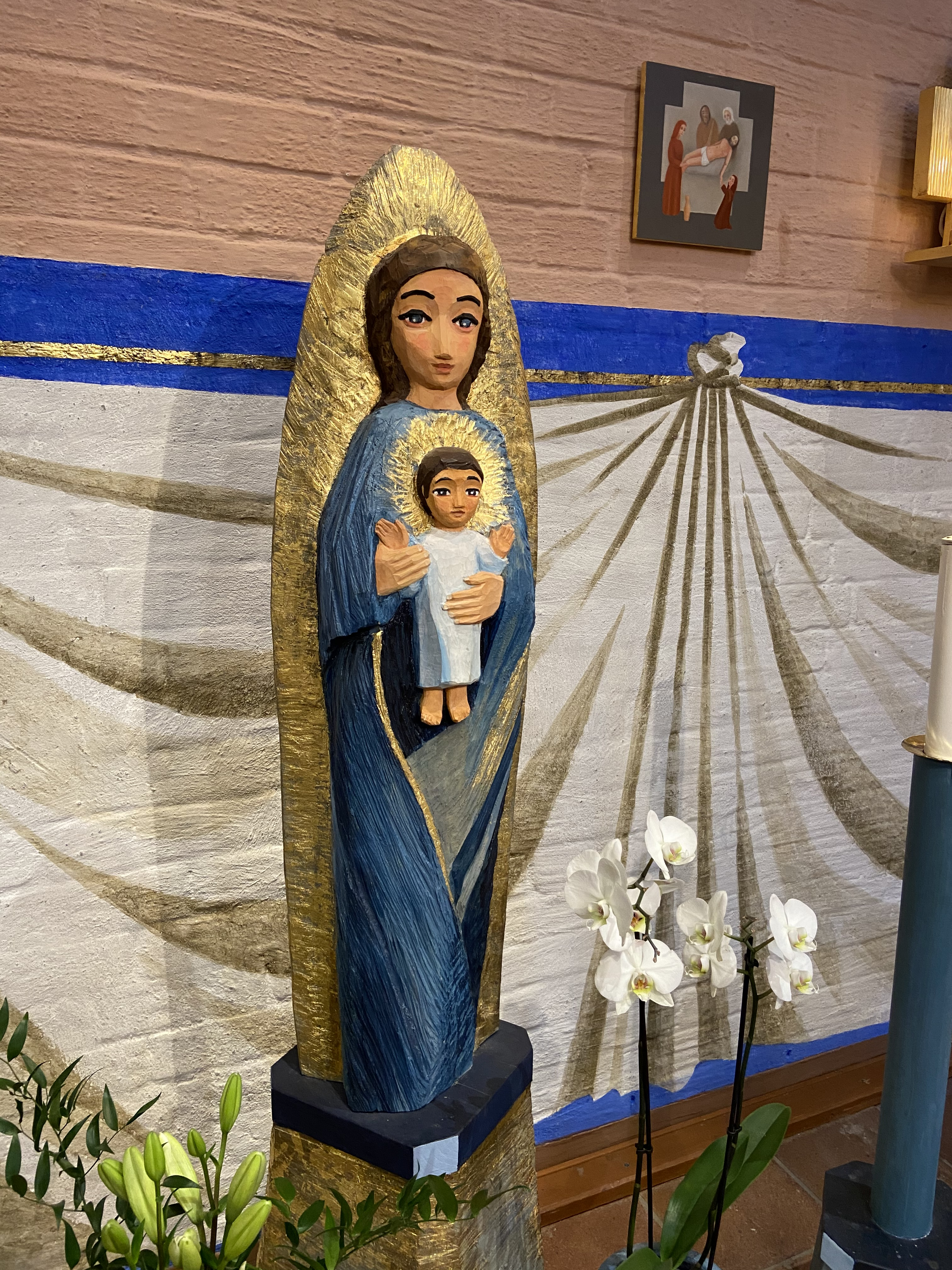
Jungfru Maria, i kyrksalen.
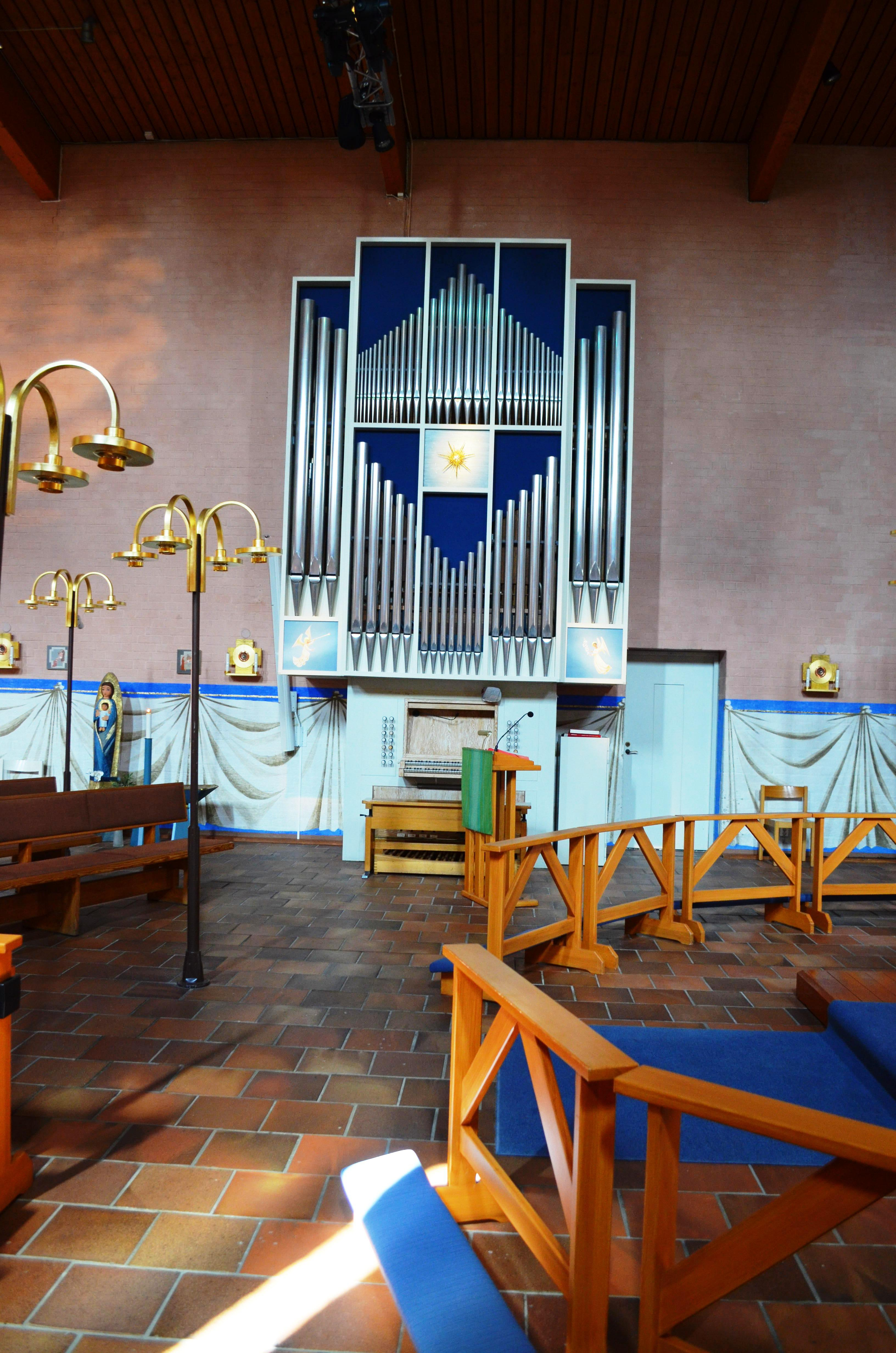
Sankt Hans kyrkas kyrkorgel
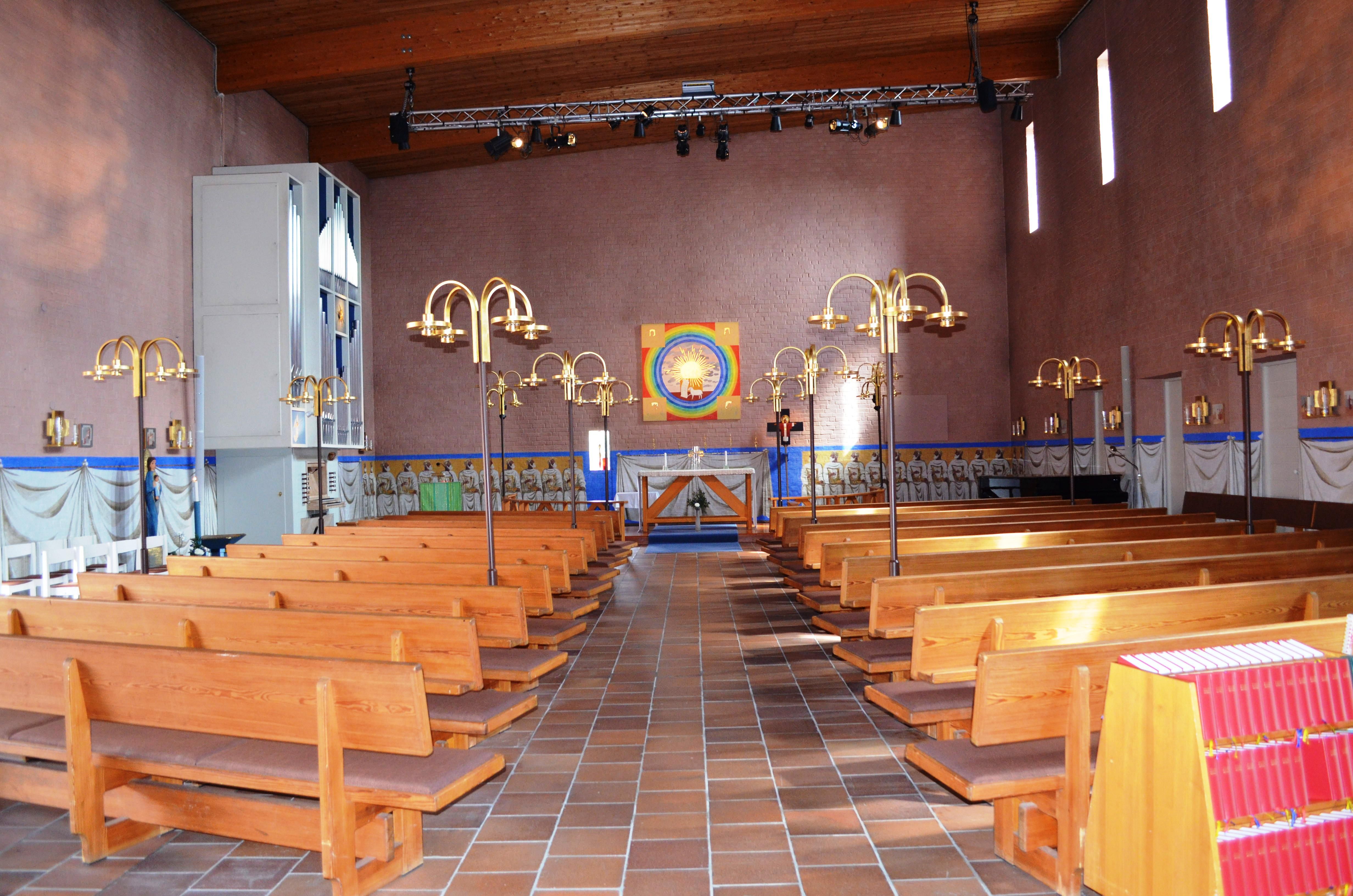
Sankt Hans kyrkas kyrksal
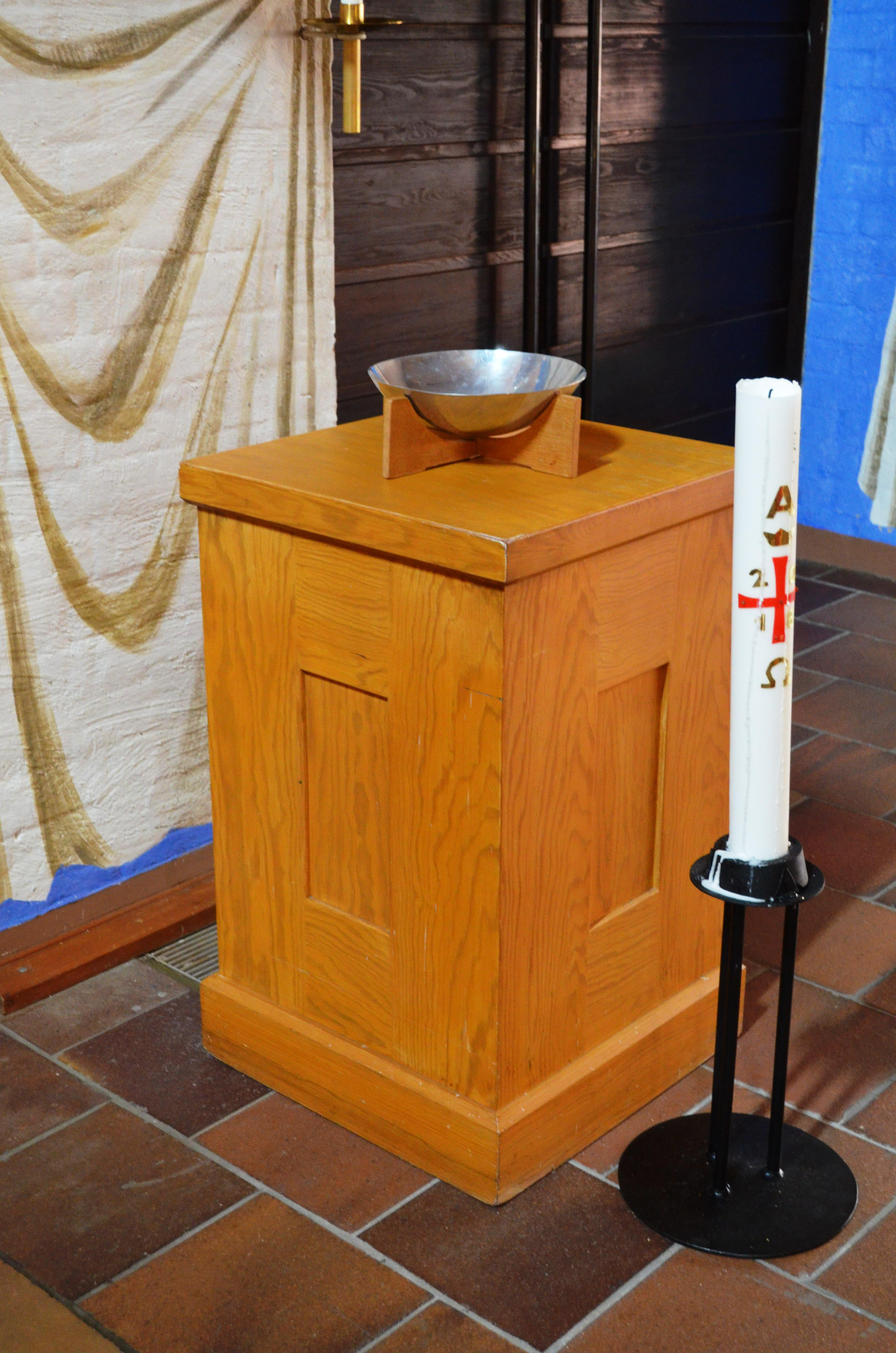
Sankt Hans kyrkas dopfunt